# Iso Murtosaari (ö i Birkaland)
Iso Murtosaari är en ö i Finland. Den ligger i sjön Iso-Tarjanne och i kommunen Ruovesi i den ekonomiska regionen  Övre Birkalands ekonomiska region  och landskapet Birkaland, i den södra delen av landet, 220 km norr om huvudstaden Helsingfors. Öns area är 14,8 hektar och dess största längd är 0,7 kilometer i öst-västlig riktning.